# Tyler Goeddel
Tyler David Goeddel (né le 20 octobre 1992 à San Mateo, Californie, États-Unis) est un joueur de champ extérieur des Rockies du Colorado de la Ligue majeure de baseball.
Il est le frère cadet du joueur de baseball Erik Goeddel.

## Carrière
Tyler Goeddel est le 41e joueur réclamé au total lors du repêchage amateur de 2011 et est le 5e des 10 joueurs choisis par les Rays de Tampa Bay au cours du premier tour de sélection. Sélection obtenue par Tampa Bay en compensation pour la perte de l'agent libre Rafael Soriano, Goeddel signe un premier contrat professionnel pour 1,5 million de dollars.
À l'origine un joueur de troisième but, Goeddel passe au poste de joueur de champ extérieur en 2015, lorsqu'il connaît une saison de 12 coups de circuit et 72 points produits en 123 matchs pour les Biscuits de Montgomery, le club-école de niveau Double-A des Rays.
Mais à l'instar des autres joueurs obtenus lors de l'abondante récolte des Rays au repêchage de 2011, Goeddel rapporte peu au club : il évolue quatre saisons de ligues mineures avec leurs clubs affiliés et est trois fois en quatre ans nommé parmi les joueurs étoiles de sa ligue, mais est perdu lors de l'annuel repêchage de la règle 5. Le 10 décembre 2015, Goeddel est le tout premier joueur réclamé lors de cette procédure, et passe ainsi aux Phillies de Philadelphie.
Goeddel fait ses débuts dans le baseball majeur avec les Phillies de Philadelphie le 6 avril 2016. À sa première saison, il frappe 4 circuits en 92 matchs, mais sa moyenne au bâton est faible et ne s'élève qu'à ,192.
Le 5 avril 2017, les Reds de Cincinnati réclament Tyler Goeddel au ballottage.